# Guus de Casembroot
Jhr. Auguste François Charles (Guus) de Casembroot (Middelburg, 17 december 1906 - Utrecht, 10 februari 1965) was een Zeeuws politicus. Hij werd vooral bekend als commissaris der Koningin van Zeeland.

## Jeugd
De Casembroot was lid van de familie De Casembroot en werd geboren als jongste kind van jhr. mr. Eduard August Otto de Casembroot (1860-1922) en Margaretha Adriana Wagtho (1860-1918). Al op jonge leeftijd raakte hij vertrouwd met het provinciale bestuurswerk: zijn vader was 26 jaar lang lid van Gedeputeerde Staten van Zeeland, zijn oudste broer was werkzaam op de provinciale griffie.
De Casembroot volgde het gymnasium aan het Stedelijk Gymnasium Middelburg en studeerde rechten aan de Rijksuniversiteit Utrecht en deed in 1931 doctoraalexamen. Hij werd in mei 1932 burgemeester van Westkapelle; met zijn 25 jaar was hij toen de jongste burgemeester van Nederland. Hij trouwde op 14 september van datzelfde jaar in Gorssel met Sophie Constance baronesse van der Feltz (1908-2001). Hij werd op 19 april 1939 gekozen in Provinciale Staten van Zeeland voor de Liberale Staatspartij.

## Tweede Wereldoorlog
Op 17 december 1940, nog net volgens democratische regels, werd hij gekozen tot lid van Gedeputeerde Staten, belast met financiën, gebouwen en de provinciale veerdiensten. Aangezien deze functie onverenigbaar was met zijn burgemeesterschap, werd hem met ingang van 1 januari 1941 eervol ontslag verleend als burgemeester van Westkapelle.
In de zomer van 1941 werden de politieke partijen verboden en Provinciale Staten buiten werking gesteld. De Casembroot was vanaf dat moment partijloos, en zou later hoogstens tot sympathisant van de Christelijk-Historische Unie gerekend kunnen worden. Hij bleef op zijn post, maar nu in de functie van bestuursraad als toegevoegd medewerker van commissaris Petrus Dieleman en onder toezicht van de Duitse Beauftragte Willi Münzer.
In augustus 1942 had hij de leiding over de transporten vanwege de evacuatie van Walcheren. Op 6 mei 1943 werd hij als bestuursraad ontslagen. De Casembroot was inmiddels actief geworden in het verzet. In november 1942 werd hij chef-staf van Gewest 15 van de Ordedienst (OD) in Zeeland. In april 1943 werd hij waarnemend gewestelijk commandant OD, na de arrestatie van C.A. van Woelderen, totdat de laatste op 3 december 1943 weer vrij kwam.

## Na de bevrijding
In oktober 1944 werd hij burger-majoor bij het Militair Gezag als algemeen adviseur van de militair commissaris voor de provincie Zeeland C.W. Slot in het bevrijde Zeeland, waarbij zijn kennis van de provincie goed van pas kwam. Tussen 6 en 16 november 1944 was hij kortstondig waarnemend Commissaris der Koningin van Zeeland omdat de tot het uitbreken van de oorlog zittende commissaris J.W. Quarles van Ufford eerst in Londen verantwoording had moeten afleggen voor zijn gedrag tijdens de Duitse inval.
Op 15 december 1944 werd De Casembroot gemilitariseerd bij het Militair Gezag en in de rang van reserve-majoor in algemene dienst als Eerste Toegevoegd Officier (ETO) bij het Militair Commissariaat te Middelburg belast met de leiding over het Bureau Zuivering.
Nadat hij in januari 1945 al een persoonlijk bezoek aan Koningin Wilhelmina had gebracht, was hij in de volgende maand hoofd van het Zeeuwse deel van een delegatie van 17 personen uit het bevrijde zuiden die voor een voorlichtingsbezoek over de toestand aldaar naar Londen afreisde. Tevens bracht hij samen met L.J.M. Beel en F.C.M. Wijffels advies uit aan Wilhelmina over de samenstelling van het nieuwe Kabinet-Gerbrandy III. Op 13 maart 1945 was hij aanwezig bij het bezoek van Wilhelmina aan Zeeland.
In 1945 was De Casembroot lid van een tijdelijk college van Gedeputeerde Staten dat tot juli 1946 functioneerde. Met ingang van 15 januari 1946 werd hij opnieuw burgemeester van het in de oorlog zwaar getroffen Westkapelle.

## Commissaris der Koningin van Zeeland
Met ingang van 1 februari 1948 werd De Casembroot benoemd tot commissaris der Koningin van Zeeland. Dit gebeurde door een persoonlijk ingrijpen van Koningin Wilhelmina nadat het kabinet een andere kandidaat had voorgedragen. Volgens de koningin had De Casembroot zich dapper gedragen in het verzet en bovendien was hij getrouwd met een vriendin van haar dochter Juliana.
De Casembroot bleef commissaris tot zijn plotselinge dood in 1965. In die zeventien jaar werd hij een gerespecteerd en geliefd figuur in Zeeland. Hij was een dynamisch persoon die met mensen uit alle lagen van de bevolking makkelijk contact maakte. Onvermoeibaar doorkruiste hij de provincie om bij talloze officiële gelegenheden, uitnodigingen en werkbezoeken zijn inhoudelijk of representatief aandeel te geven. Hij werd in Zeeland beschouwd als "een van ons", mede door zijn grote kennis van de provincie, het Zeeuws, de volkscultuur en zijn vermogen om mensen en namen makkelijk te onthouden. Vooral gedurende de naoorlogse wederopbouw en tijdens de Watersnood van 1953 dwong hij door zijn improvisatietalent en grote betrokkenheid veel respect af bij de Zeeuwen.
Tijdens zijn ambtsperiode begonnen zich in Zeeland belangrijke veranderingen af te tekenen: de landbouw werd langzaam aan verdrongen door bedrijven en toeristen. Hij werd gevraagd voor een niet aflatende stroom openingshandelingen en ingebruikstellingen van nieuwe initiatieven op het gebied van industrialisatie, toerisme, nutsvoorzieningen, waterbeheer en woningbouw. Vooral de door de provincie ontwikkelde industriegebieden in de Kanaalzone (langs het Kanaal Gent-Terneuzen) en in Vlissingen-Oost hadden zijn grote aandacht. Ook de eerste fase van de aanleg van de Deltawerken maakte hij mee, hij opende in 1960 de Zandkreekdam.
De Casembroot onderhield ook hartelijke betrekkingen met verenigingen en verantwoordelijken in de Belgische provincies West-Vlaanderen en Oost-Vlaanderen. In Sint-Michiels bij Brugge interesseerde hij zich aan het gehucht 'Kaas en Brood', waarvan de naam een vervorming lijkt te zijn van de familienaam 'de Casembroot'.
Op 10 februari 1965 overleed De Casembroot op 58-jarige leeftijd na een kort ziekbed in het Academisch Ziekenhuis Utrecht. Na een uitvaartdienst op 15 februari 1965 in de Nieuwe Kerk te Middelburg werd hij begraven op de begraafplaats van Gapinge.
Dat zijn populariteit niet was vergeten bleek eind 1999, toen De Casembroot 35 jaar na zijn dood bij een verkiezing georganiseerd door de Provinciale Zeeuwse Courant (PZC) het predicaat "Zeeuw van de Eeuw" kreeg. Zijn weduwe, S.C. de Casembroot-baronesse van der Feltz, overleed op 23 juni 2001 in Gapinge. Haar enige erfgenaam was de Johanniter Orde in Nederland, die hiermee de bouw van een hospice in Middelburg financierde, dat als "Sint Jans hospice De Casembroot" op 5 oktober 2002 door Koningin Beatrix werd geopend, en deels werd ingericht met meubilair en kunstwerken afkomstig van de familie De Casembroot.